# 鄭覲光
郑觐光（？—？），字达衷，江西饶州府鄱阳县南隅人。

## 生平
万历四十年（1612年）壬子科江西乡试举人，四十七年（1619年）己未科進士，崇祯中官兵部职方司郎中，历廣東巡海道，升云南督学副使。